# Санту-Алейшу-де-Ален-Тамега
Санту-Алейшу-де-Ален-Тамега (порт. Santo Aleixo de Além-Tâmega) — район (фрегезия) в Португалии, входит в округ Вила-Реал. Является составной частью муниципалитета Рибейра-де-Пена. По старому административному делению входил в провинцию Траз-уж-Монтиш и Алту-Дору. Входит в экономико-статистический субрегион Тамега, который входит в Северный регион. Население составляет 447 человек на 2001 год. Занимает площадь 12,30 км².